# Associazione Calcio Bellinzona 2017-2018
Questa voce raccoglie le informazioni riguardanti l'Associazione Calcio Bellinzona nelle competizioni ufficiali della stagione 2017-2018.

## Stagione
La squadra fa il suo esordio in campionato il 5 Agosto 2017 contro il Balzers.
Dopo essersi qualificata come miglior prima, vince le finali di promozione e conquista la promozione in Promotion League.
Inoltre si aggiudica anche il titolo di Campione Svizzero di Prima Lega Classic.

## Organigramma societario
Area direttiva
- Presidente: Paolo Righetti
- Vice presidente: Flavio Facchin

Area organizzativa
- Direttore tecnico: Andy Schär
- Team manager: Daniele Murru

Area comunicazione
- Responsabile: Corrado Barenco

Collaboratori
- Magazziniere: Roberto Mercoli

Area tecnica
- Direttore sportivo: Paolo Gaggi
- Allenatore: Luigi Tirapelle
- Allenatore in seconda: Marco Piccinno
- Preparatore atletico: William Viterbi
- Preparatore dei portieri: Ramon Consoli

Area sanitaria
- Medico sociale: Cristiano Bernasconi
- Massaggiatori: Giuseppe La Falce

## Rosa
| N. |                     | Ruolo | Calciatore               |
| -- | ------------------- | ----- | ------------------------ |
| 1  | Svizzera (bandiera) | P     | Ulisse Pelloni           |
| 2  | Svizzera (bandiera) | D     | Daniel Maffi             |
| 3  | Svizzera (bandiera) | D     | Antonio Felitti          |
| 4  | Svizzera (bandiera) | C     | Luca Quadri              |
| 5  | Serbia (bandiera)   | D     | Aleksandar Djuric        |
| 6  | Svizzera (bandiera) | D     | Tito Tarchini (capitano) |
| 7  | Svizzera (bandiera) | C     | Salvatore Guarino        |
| 8  | Svizzera (bandiera) | C     | David Forzano            |
| 10 | Svizzera (bandiera) | C     | Mirko Facchinetti        |
| 11 | Svizzera (bandiera) | C     | Italo Giovanni           |
| 12 | Svizzera (bandiera) | P     | Aleandro Prati           |
| 13 | Svizzera (bandiera) | C     | Edmond Berzati           |
| 17 | Croazia (bandiera)  | C     | Mario Zubcic             |

| N. |                               | Ruolo | Calciatore          |
| -- | ----------------------------- | ----- | ------------------- |
| 18 | Svizzera (bandiera)           | A     | Michael Mele        |
| 19 | Svizzera (bandiera)           | D     | Patrick Berera      |
| 20 | Brasile (bandiera)            | D     | Andre Pocas Ribeiro |
| 21 | Svizzera (bandiera)           | C     | Alessio Bottani     |
| 22 | Svizzera (bandiera)           | A     | Renato Sergi        |
| 23 | Argentina (bandiera)          | A     | Gastón Magnetti     |
| 25 | Italia (bandiera)             | P     | Danilo Sperduti     |
| 26 | Svizzera (bandiera)           | C     | Isacco Tuz          |
| 27 | Svizzera (bandiera)           | A     | Stipe Simunac       |
| 29 | Svizzera (bandiera)           | C     | Luca Anselmi        |
| 30 | Macedonia del Nord (bandiera) | A     | David Stojanov      |
| 33 | Svizzera (bandiera)           | D     | Daniele Russo       |

## Calciomercato

### Sessione estiva
| Acquisti | Acquisti          | Acquisti       | Acquisti |
| R.       | Nome              | da             | Modalità |
| -------- | ----------------- | -------------- | -------- |
| P        | Ulisse Pelloni    | Aarau          | acquisto |
| D        | Antonio Felitti   | Chiasso        | acquisto |
| D        | Daniele Russo     | Winterthur     | acquisto |
| C        | Mirko Facchinetti | Sciaffusa      | prestito |
| C        | Giovanni Italo    | Lugano         | acquisto |
| C        | Salvatore Guarino | Chiasso        | acquisto |
| A        | Stipe Simunac     | Stade Nyonnais | acquisto |

| Cessioni | Cessioni               | Cessioni           | Cessioni   |
| R.       | Nome                   | a                  | Modalità   |
| -------- | ---------------------- | ------------------ | ---------- |
| P        | Giorgio Marcionelli    | Novazzano          | definitivo |
| D        | Emanuele Guidotti      | Buochs             | definitivo |
| D        | Bruno Gennari          | Mendrisio          | prestito   |
| C        | Gianpaolo Calzi        | Olginatese         | definitivo |
| C        | Vladan Milosevic       | Cadenazzo          | definitivo |
| C        | Carlo Polli            | Stallion           | definitivo |
| C        | Roberto Decristophoris | Sementina          | definitivo |
| C        | Moreno Elia            | Taverne            | definitivo |
| A        | David Stojanov         | Köniz              | definitivo |
| A        | Mate Bilinovac         | Chiasso            | definitivo |
| A        | Nikola Simunovacki     | Gambarogno-Contone | prestito   |

### Sessione invernale
| Acquisti | Acquisti       | Acquisti  | Acquisti      |
| R.       | Nome           | da        | Modalità      |
| -------- | -------------- | --------- | ------------- |
| P        | Aleandro Prati | Locarno   | definitivo    |
| C        | Mario Zubčić   | Locarno   | definitivo    |
| D        | Bruno Gennari  | Mendrisio | fine prestito |
| A        | David Stojanov | Köniz     | definitivo    |

| Cessioni | Cessioni      | Cessioni | Cessioni   |
| R.       | Nome          | a        | Modalità   |
| -------- | ------------- | -------- | ---------- |
| D        | Bruno Gennari | Chiasso  | definitivo |

## Risultati

### 1ª Lega

#### Girone di andata
| Balzers 5 agosto 2017 1ª giornata | Balzers | 0 – 3 | Bellinzona |  |

| Bellinzona 12 agosto 2017 2ª giornata | Bellinzona | 1 – 1 | Gossau |  |

| Zurigo 20 agosto 2017 3ª giornata | Kosova Zurigo | 1 – 2 | Bellinzona |  |

| Bellinzona 26 agosto 2017 4ª giornata | Bellinzona | 2 – 1 | Mendrisio |  |

| Winterthur 2 settembre 2017 5ª giornata | Winterthur II | 2 – 4 | Bellinzona |  |

| Bellinzona 10 settembre 2017 6ª giornata | Bellinzona | 4 – 1 | Red Star Zurigo |  |

| Eschen 16 settembre 2017 7ª giornata | Eschen/Mauren | 1 – 2 | Bellinzona |  |

| Bellinzona 23 settembre 2017 8ª giornata | Bellinzona | 1 – 1 | Seuzach |  |

| San Gallo 30 settembre 2017 9ª giornata | San Gallo II | 4 – 3 | Bellinzona |  |

| Zurigo 14 ottobre 2017 10ª giornata | Höngg | 0 – 1 | Bellinzona |  |

| Bellinzona 21 ottobre 2017 11ª giornata | Bellinzona | 1 – 0 | Thalwil |  |

| Tuggen 28 ottobre 2017 12ª giornata | Tuggen | 2 – 5 | Bellinzona |  |

| Bellinzona 4 novembre 2017 13ª giornata | Bellinzona | 4 – 1 | Wettswil-Bonstetten |  |

#### Girone di ritorno
| Bellinzona 11 novembre 2017 14ª giornata | Bellinzona | 2 – 0 | Balzers |  |

| Bellinzona 11 marzo 2018 15ª giornata | Bellinzona | 4 – 1 | Kosova Zurigo |  |

| Bellinzona 25 marzo 2018 16ª giornata | Bellinzona | 3 – 0 | Winterthur II |  |

| Mendrisio 28 marzo 2018 17ª giornata | Mendrisio | 0 – 2 | Bellinzona |  |

| Gossau 4 aprile 2018 18ª giornata | Gossau | 1 – 4 | Bellinzona |  |

| Zurigo 7 aprile 2018 19ª giornata | Red Star Zurigo | 1 – 2 | Bellinzona |  |

| Bellinzona 14 aprile 2018 20ª giornata | Bellinzona | 4 – 5 | Eschen/Mauren |  |

| Seuzach 21 aprile 2018 21ª giornata | Seuzach | 0 – 2 | Bellinzona |  |

| Bellinzona 28 aprile 2018 22ª giornata | Bellinzona | 1 – 1 | San Gallo II |  |

| Bellinzona 5 maggio 2018 23ª giornata | Bellinzona | 2 – 0 | Höngg |  |

| Thalwil 12 maggio 2018 24ª giornata | Thalwil | 0 – 2 | Bellinzona |  |

| Bellinzona 19 maggio 2018 25ª giornata | Bellinzona | 3 – 0 | Tuggen |  |

| Wettswil 26 maggio 2018 26ª giornata | Wettswil-Bonstetten | 1 – 4 | Bellinzona |  |

### Spareggi
| Basilea 30 maggio 2018 Primo turno - andata | Black Stars Basilea | 1 – 2 | Bellinzona |  |

| Bellinzona 2 giugno 2018 Primo turno - ritorno | Bellinzona | 0 – 0 | Black Stars Basilea |  |

| Zurigo 6 giugno 2018 Finale - andata | Red Star Zurigo | 4 – 3 | Bellinzona |  |

| Bellinzona 9 giugno 2018 Finale - ritorno | Bellinzona | 5 – 1 | Red Star Zurigo |  |

## Statistiche

### Statistiche di squadra
| Competizione     | Punti | In casa | In casa | In casa | In casa | In casa | In casa | In trasferta | In trasferta | In trasferta | In trasferta | In trasferta | In trasferta | Totale | Totale | Totale | Totale | Totale | Totale | DR  |
| Competizione     | Punti | G       | V       | N       | P       | Gf      | Gs      | G            | V            | N            | P            | Gf           | Gs           | G      | V      | N      | P      | Gf     | Gs     | DR  |
| ---------------- | ----- | ------- | ------- | ------- | ------- | ------- | ------- | ------------ | ------------ | ------------ | ------------ | ------------ | ------------ | ------ | ------ | ------ | ------ | ------ | ------ | --- |
| 1ª Lega          | 66    | 13      | 9       | 3       | 1       | 32      | 12      | 13           | 12           | 0            | 1            | 36           | 13           | 26     | 21     | 3      | 2      | 68     | 25     | +43 |
| Spareggi 1ª Lega | -     | 2       | 1       | 1       | 0       | 5       | 1       | 2            | 1            | 0            | 1            | 5            | 5            | 4      | 2      | 1      | 1      | 10     | 6      | +4  |
| Totale           | 66    | 15      | 10      | 4       | 1       | 37      | 13      | 15           | 13           | 0            | 2            | 41           | 18           | 30     | 23     | 4      | 3      | 78     | 31     | +47 |